# Хлебозапасный магазин
Хлебозапасный магазин — склад для хранения зерна в Российской империи на случай бедствий или нехватки зерна на посев.
Хлебозапасные магазины создавались по указу правительства в каждом сельском обществе. Они находились в ведении местных органов сельского и волостного управления. Ответственность за их состояние возлагалась на сельского старосту и волостного старшину. Сельское общество могло также избирать смотрителя хлебозапасного магазина. Контролировали эту деятельность уездные земские управы.
Объём хранившегося в хлебозапасных магазинах зерна определялся государством. На одну ревизионную душу нужно было иметь резерв в четверть ржи или пшеницы и полчетверти овса или ячменя.
В случае необходимости жители могли получить натуральную ссуду из хлебозапасного магазина на посев или продовольственные нужды.